# 李元吉 (萬曆進士)
李元吉（1551年—？），字允卿，號复斋，陝西西安府同州人，民籍，明朝政治人物。

## 生平
萬曆四年（1576年）丙子科陝西鄉試第三十五名，萬曆八年（1580年）庚辰科會試第一百名，登三甲第九十三名進士。兵部觀政，本年授聊城知县，十三年升户部主事，十五年差榷九江鈔关，十七年差山东监兑，十八年升员外郎，十九年升郎中，二十年升真定知府。

## 家族
曾祖李軌；祖父李織，封戶部主事；父李從教，曾任知府。嫡母師氏；繼母周氏（封安人）；生母趙氏。兄李脩吉，万历十四年進士，弟李永吉。